# Thần kinh sống cùng II
Thần kinh sống cùng II (S2) là dây thần kinh sống thuộc đoạn cùng của tủy sống.
Thần kinh rời khỏi ống sống, thoát ra từ lỗ cùng thứ hai, bờ dưới đốt sống cùng II (S2).
S2 chi phối các cơ:
- cơ thắt niệu đạo
- cơ mông lớn
- cơ hình lê
- cơ bịt trong
- cơ sinh đôi trên
- cơ vuông đùi
- cơ bán gân
- cơ bụng chân
- cơ gấp ngón chân cái dài
- cơ dạng ngón chân út
- cơ vuông gan chân

## Ảnh trên thi thể

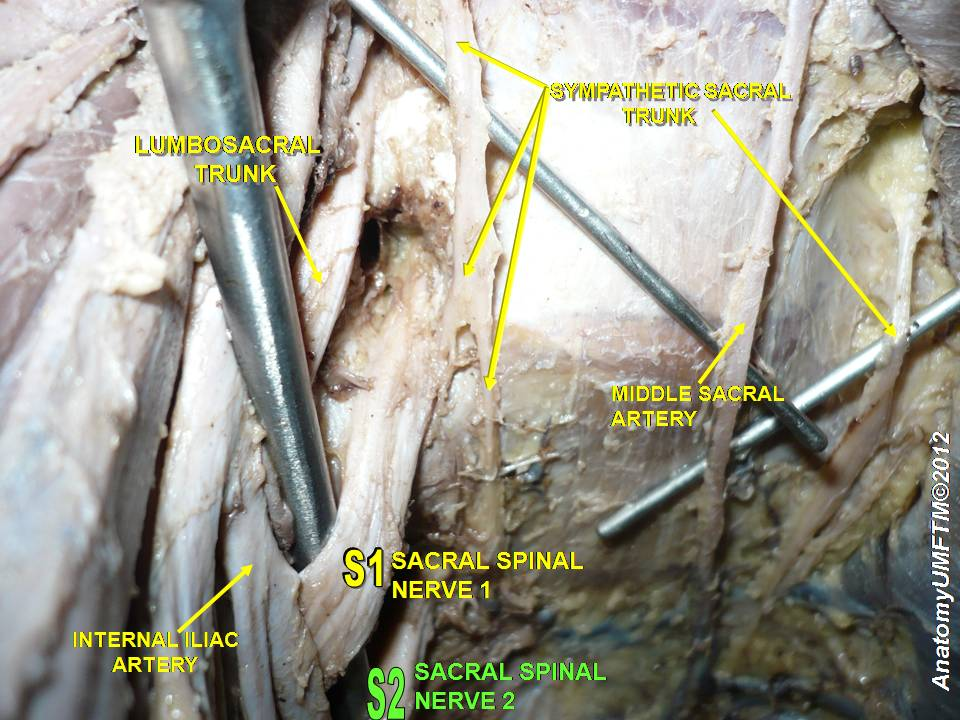
Thần kinh sống cùng II
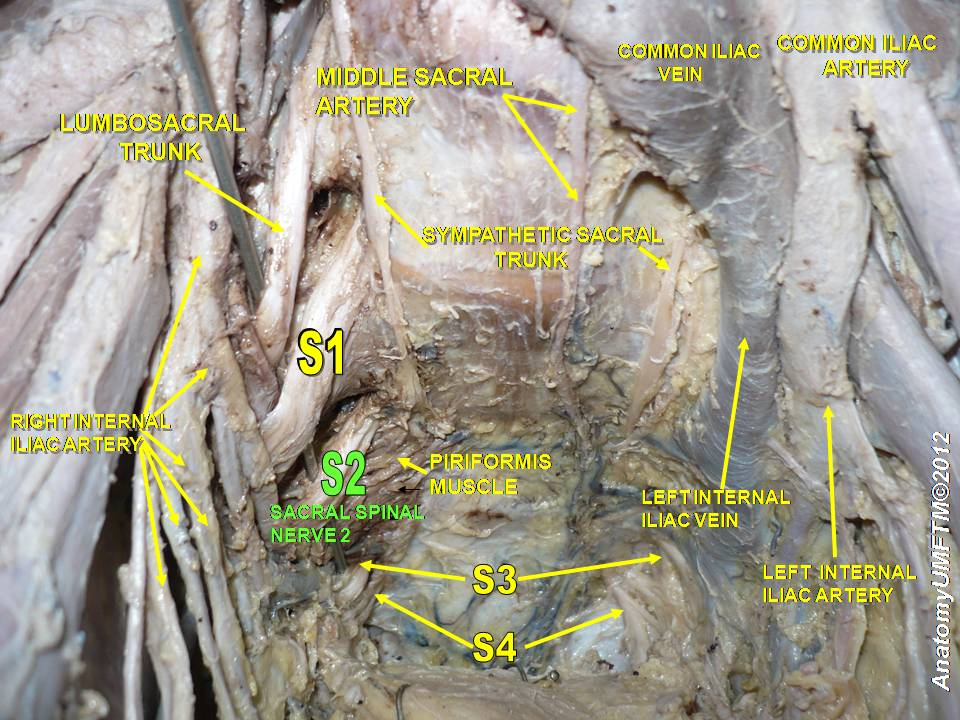
Thần kinh sống cùng II
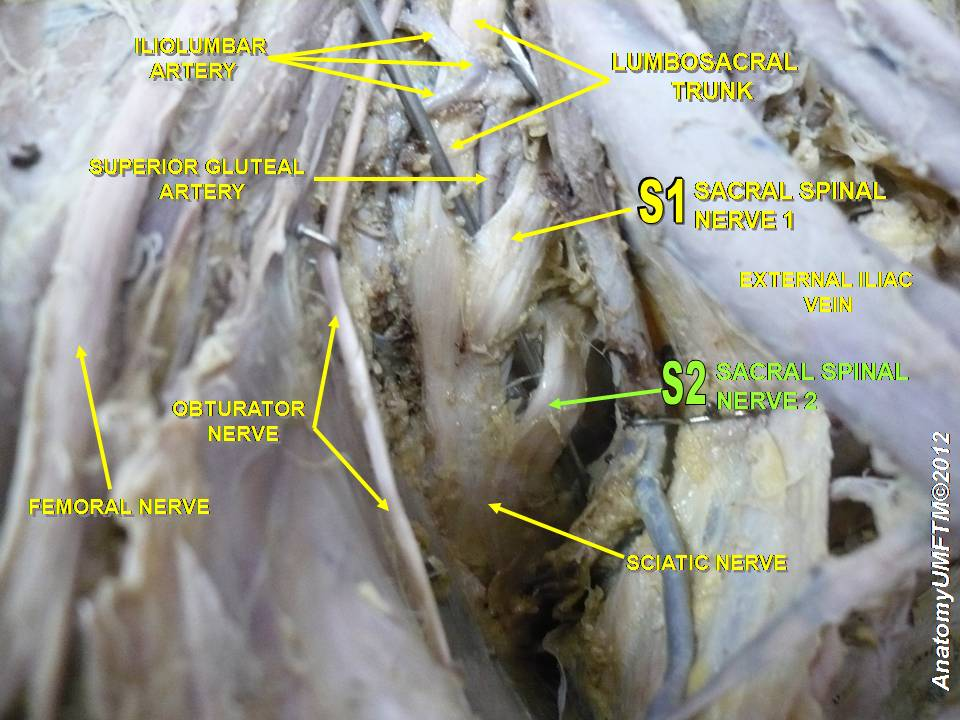
Thần kinh sống cùng II